# تشاينا يونيكوم
شركة الصين المتحدة لشبكات الاتصالات المحدودة أو تشاينا يونيكوم هي شركة مملوكة للدولة الصينية. تشاينا يونيكوم هي رابع أكبر مزود لخدمات الهاتف المحمول في العالم من خلال قاعدة المشتركين.
بدأ تشغيله كمشغل لترحيل لاسلكي وجي إس أم للهواتف المحمولة ، وهو يوفر حاليًا مجموعة واسعة من الخدمات بما في ذلك شبكة جي اس ام للهواتف المحمولة على مستوى البلاد ، والمكالمات المحلية بعيدة المدى ، واتصالات البيانات ، وخدمات الإنترنت ، وهاتف IP في البر الرئيسي للصين ،   وقام بتشغيل شبكة CDMA في ماكاو منذ أكتوبر 2006. اعتبارًا من أبريل 2008 ، كان لدى الشركة 125 مليون مشترك في GSM و 43 مليون مشترك في CDMA. اعتبارًا من نوفمبر 2008 ، تم نقل عمليات CDMA إلى شركة الاتصالات الصينية (China Telecom Group). في 7 يناير 2009 ، حصلت شركة تشاينا يونيكوم على ترخيص WCDMA لتوسيع أعمالها لتشمل اتصالات الجيل الثالث 3G . تم إطلاق UMTS ( النظام العالمي للاتصالات المتنقلة ) في المدن الرئيسية في جميع أنحاء الصين في 17 مايو 2009.  

## روابط خارجية
- الموقع الرسمي
- تشاينا يونيكوم (هونج كونج) CUniq للتسوق عبر الإنترنت